# Xã Tunsberg, Quận Chippewa, Minnesota
Xã Tunsberg (tiếng Anh: Tunsberg Township) là một xã thuộc quận Chippewa, tiểu bang Minnesota, Hoa Kỳ. Năm 2010, dân số của xã này là 208 người.